# Поль, Иоганн Эмануэль
Иоганн Баптист Эмануэль Поль (нем. Johann Baptist Emanuel Pohl или нем. Johann Emanuel Pohl; 22 февраля 1782[…], Ческа-Каменице — 22 мая 1834[…], Вена) — австрийский ботаник, натуралист (естествоиспытатель).    

## Биография
Иоганн Баптист Эмануэль Поль родился 23 февраля 1782 года. Внёс значительный вклад в ботанику, описав множество видов растений. Иоганн Баптист Эмануэль Поль умер в Вене 22 мая 1834 года.

## Научная деятельность
Иоганн Баптист Эмануэль Поль специализировался на папоротниковидных и на семенных растениях.

## Научные работы
- Adumbrationes plantarum juxta exemplaria naturalia. 1804.
- Tentamen florae Bohemiae. 1809—1814.
- Plantarum Brasilliae icones et descriptiones hactenus ineditae. 1826—1833.
- Reise im Inneren von Brasilien. 1832—1837.